# Jack Hawksworth
Jack Hawksworth (ur. 28 lutego 1991 roku w Bradford) – brytyjski kierowca wyścigowy.

## Kariera
Hawksworth rozpoczął karierę w wyścigach samochodowych w 2010 roku od startów w Zimowym Pucharze Formuły Renault, gdzie dwukrotnie stawał na podium. Z dorobkiem 112 punktów uplasował się na najniższym stopniu podium klasyfikacji generalnej. W późniejszych latach pojawiał się także w stawce Północnoeuropejskiego Pucharu Formuły Renault 2.0, Europejskiego Pucharu Formuły Renault 2.0, Brytyjskiej Formuły Renault, Star Mazda Championship oraz Firestone Indy Lights.

## Statystyki
| Sezon | Seria                                         | Zespół                       | Wyścigi | Zwycięstwa | PP | NO | Podium | Punkty | Pozycja |
| ----- | --------------------------------------------- | ---------------------------- | ------- | ---------- | -- | -- | ------ | ------ | ------- |
| 2010  | Zimowy Puchar Formuły Renault                 | Mark Burdett Motorsport      | 6       | 0          | 4  | 0  | 2      | 112    | 3       |
| 2011  | Brytyjska Formuła Renault                     | Mark Burdett Motorsport      | 20      | 1          | 1  | 3  | 4      | 333    | 4       |
| 2011  | Brytyjska Formuła Renault                     | Atech Reid GP                | 20      | 1          | 1  | 3  | 4      | 333    | 4       |
| 2011  | Europejski Puchar Formuły Renault 2.0         | KTR                          | 0       | 0          | 0  | 0  | 0      | 0      | NS      |
| 2011  | Północnoeuropejski Puchar Formuły Renault 2.0 | Van Amersfoort Racing        | 3       | 0          | 0  | 0  | 0      | 26     | 32      |
| 2012  | Star Mazda Championship                       | Team Pelfrey                 | 16      | 8          | 5  | 11 | 12     | 397    | 1       |
| 2013  | Firestone Indy Lights                         | Schmidt Peterson Motorsports | 12      | 3          | 2  | 2  | 6      | 412    | 4       |
| 2014  | IndyCar                                       | Bryan Herta Autosport        | 17      | 0          | 0  | 0  | 1      | 366    | 17      |
| 2014  | United Sports Car Championship - PC           | RSR Racing                   | 4       | 1          | 1  | 3  | 1      | 121    | 14      |
| 2014  | Dunlop TVR Challenge                          |                              | 1       | 0          | 0  | 0  | 0      | 20     | 25      |